# Bangkudu
Bangkudu is een bestuurslaag in het regentschap Padang Lawas van de provincie Noord-Sumatra, Indonesië. Bangkudu telt 186 inwoners (volkstelling 2010).